# Sent Jòrdi (Tarn i Garona)
Sent Jòrdi (en francès Saint-Georges) és un municipi francès situat al departament de Tarn i Garona i a la regió d'Occitània.

## Demografia
| 1962                                       | 1968 | 1975 | 1982 | 1990 | 1999 | 2006 |
| ------------------------------------------ | ---- | ---- | ---- | ---- | ---- | ---- |
| 124                                        | 137  | 127  | 127  | 149  | 133  | 149  |
| Des de 1962: població sense dobles comptes |      |      |      |      |      |      |

## Administració
| Període | Identitat  | Partit |
| ------- | ---------- | ------ |
| 1995-   | Yves Pagès | UMP    |